# 黃莎莉
黃莎莉（英語：Shirley Wong Sa Lee、1949年5月9日—2008年），麗的電視已故著名女藝人。

## 簡介
黃莎莉為邵氏公司南國實驗劇團學員。畢業後成為邵氏公司粵語片演員，她在戲中多飾演反叛時代女性。1974年加入麗的電視，成為當年電視臺頗具經驗的花旦之一，直到1976年電視劇《大家姐》的出現，她在劇中揚眉吐氣，角色深入民心，成為其最佳代表作。黃莎莉在出演《大家姐與大狂魔》、《大白鯊》、《鱷魚淚》、《天龍訣》等電視劇後結婚退出。1990年黃莎莉再次復出拍攝電視劇。期間塑造過不少角色，如《勝者為王》中飾演華姐，《銀狐》中飾演男主角段紹祥的母親，《洪熙官》中飾演五梅師太等等。黃莎莉晚年移居美國，于2008年病逝，享年58歲。

## 電視劇

### 無綫電視
- 1969年：《法網難逃》

### 麗的電視/亞洲電視
- 1974年：《小樓夢春》
- 1974年：《不要說再見》
- 1974年：《年夕陽紅》
- 1975年：《十大奇案·床單裹屍》
- 1976年：《半生緣》飾 顧曼璐
- 1976年：《大家姐》飾 大家姐
- 1977年：《慾海花 - 呂后與戚姬》飾 呂后[1]
- 1977年：《大家姐與大狂魔》飾 大家姐
- 1976年：《十大刺客 - 大刀王五》飾 李潤
- 1976年：《十大刺客 - 秋瑾》飾 吳芝瑛
- 1976年：《十大刺客 - 呂四娘》飾 呂四娘
- 1978年：《鱷魚淚》 飾 朱金鳳
- 1979年：《大白鯊》 飾 韻紅
- 1979年：《新變色龍》 飾 杜若蘭
- 1979年：《天龍訣》 飾 苦師太
- 1989年：《野櫻花》 飾 羅少麗
- 1990年：《妙手神偷》
- 1990年：《大富大貴》
- 1991年：《劍三十》飾 韓素心
- 1991年：《勝者為王》飾 鄭碧華
- 1992年：《勝者為王II天下無敵》 飾 鄭碧華
- 1993年：《銀狐》飾 段紹祥之母
- 1993年：《衝出校園》 飾 李彤之母
- 1993年：《天蠶變之再與天比高》 飾 紫杉龍王
- 1994年：《洪熙官》 飾 五枚師太
- 1994年：《梁天來》飾 林瓊玉
- 1995年：《一屋兩鬼三人行》（又名：《再續隔世情》）飾 海嬸

### 香港電台
- 1977年：《獅子山下 - 元洲仔之歌》
- 1978年：《獅子山下 - 橋》飾 大成的妻子
- 1991年：《城市人 - 兩岸遙遙》

## 電影
- 1963年：《七仙女》 飾  四仙女
- 1964年：《萬花迎春》
- 1964年：《血手印》
- 1965年：《鱼美人》
- 1966年：《野姑娘》
- 1967年：《盘丝洞》
- 1967年：《催命符》
- 1967年：《艳阳天》
- 1967年：《黑鹰》
- 1968年：《千面大盗》
- 1969年：《裸血》
- 1969年：《千面魔女》飾  模特兒
- 1969年：《青春万岁》
- 1969年：《人头马》
- 1969年：《猎人》 飾  郭美龄
- 1970年：《丈夫要我嫁》飾  李玫瑰
- 1970年：《金色的夏娃》
- 1970年：《我不要离婚》
- 1970年：《大丈夫能屈能伸》
- 1970年：《有杀冇赔》
- 1970年：《鬼门关》
- 1970年：《那个不多情》
- 1970年：《荡女痴男》
- 1971年：《五枝红杏》
- 1971年：《齐人乐》
- 1971年：《聋哑剑》
- 1971年：《浪子与修女》
- 1972年：《兄手一二三》
- 1973年：《目中无人》
- 1973年：《满州人》
- 1973年：《亡命浪子》
- 1974年：《天报喜》
- 1974年：《应召男郎》
- 1974年：《二龙争珠》
- 1974年：《至尊宝》
- 1974年：《早婚》
- 1974年：《怪人怪事》
- 1974年：《阿福正传》
- 1974年：《香港屋檐下》
- 1974年：《野种》
- 1974年：《阴阳界》
- 1974年：《水为财》
- 1975年：《廉政风暴》
- 1975年：《色欲和尚》
- 1976年：《鬼计双雄》
- 1976年：《大懵成》
- 1990年：《天若有情》
- 1995年：《女人四十》 （联合主演）
- 1995年：《坏孩子俱乐部》
- 1996年：《摄氏32度》
- 1996年：《运财五福星》

## 外部連結
- 黃莎莉在香港影庫上的簡介